# Стэнли Парк (стадион)
Стэ́нли Парк (англ. Stanley Park), — предполагаемое название футбольного стадиона, который собирались построить в районе Стэнли Парк, Ливерпуль, Англия. Разрешение на строительство было получено в феврале 2003 года. Новый стадион планировалось открыть в августе 2012 года, однако были произведены только незначительные подготовительные работы. В итоге вместо постройки нового стадиона было принято решение реконструировать «Энфилд».

## История
Стадион первоначально планировали открыть летом 2006 года, его вместимость должна была составлять 55000 зрителей. Позже планы были пересмотрены до вместимости трибун в 60000, с возможностью расширения при необходимости до 73000.
Изменения при перепланировке коснулись прежде всего трибуны «Коп» (The Kop), чья вместимость теперь определялась в 18500 мест, что на 5000 больше первоначального. Над этой трибуной собирались соорудить параболическую крышу, которая улучшила бы слышимость поддержки фанов на поле. Как и на «Энфилде», чаша нового стадиона должна была представлять собой конструкцию из четырёх прямоугольных трибун, что позволило бы зрителям находиться ниже к полю, чем посетителям других новых стадионов.
19 июня 2008 года строители получили окончательное разрешение и 24 числа начали подготовительные работы на местности. Однако уже 26 августа появилась информация о временном прекращении строительства в связи с финансовыми проблемами, что было подтверждено официальными лицами 5 октября. Было отмечено, что задержка будет использована для попытки перепланировки стадиона, в целях расширения вместимости арены до 73000 зрителей.
Британское новостное агентство «Telegraph» сообщило, что прекращение строительства связано с ухудшением финансового положения владельцев «Ливерпуля», Тома Хикса и Джорджа Джилетта. У них возникли проблемы с необходимыми для строительства 350 миллионами фунтов, которые были взяты в кредит у Королевского банка Шотландии и американского банка «Вачовия»". Появилась даже информация, что часть расходов может взять на себя главный враг «Красных» — «Эвертон», который также собирался съезжать со старого «Гудисон Парка»..
В мае 2009 года тогдашний генеральный спонсор Ливерпуля, «Carlsberg», заявил о желании дать стадиону своё название, что соответствовало моде тех лет продавать названия стадионов. Скорее всего, тогда стадион получил бы название «Карлсберг Энфилд» (Carlsberg Anfield). 12 сентября 2009 года титульный спонсор клуба сменился на банк Standard Chartered, что сделало невозможным эту сделку.
В 2010 году новым владельцем «Ливерпуля» стала американская компания «Fenway Sports Group», которая изначально планировала возобновить строительство нового стадиона, однако впоследствии отказалась от этого проекта, разработав план по реконструкции «Энфилда» стоимостью 150 миллионов фунтов.
Разработанный проект по строительству нового стадиона в «Стэнли Парк» на 60 тысяч зрителей обошёлся бы клубу на 400 млн фунтов дороже, нежели реконструкция «Энфилда» до той же вместимости. Был выбран менее затратный вариант.
Реконструкция коснулась двух трибун — одной центральной и одной боковой. Благодаря этому вместимость вырастет с 45 до 60 тыс. зрителей, включая 7 тыс. так называемых «корпоративных» мест. Это существенно увеличит доход клуба от каждого игрового дня.